# Luca Leonardi
Luca Leonardi (né le 1er janvier 1991 à Milan) est un nageur italien, spécialiste de nage libre.

## Biographie
Spécialiste des 50 et 100 m nage libre, Luca Leonardi commence sa carrière sportive comme junior en 2008. Il remporte de nombreuses médailles en relais, y compris lors des Championnats d'Europe de natation 2012 et de ceux de 2014.
Sur 100 m nage libre, son record personnel, sans combinaison, est de 48 s 66, réalisé à Berlin le 21 août 2014, qu'il porte le lendemain à 48 s 38 pour remporter la médaille de bronze des Championnats d'Europe de natation 2014, derrière les Français Florent Manaudou et Fabien Gilot. Le même jour, il remporte avec ses coéquipiers Luca Dotto, Giada Galizi et Erika Ferraioli, le relais 4 x 100 m mixte, en battant le record européen de natation.

## Palmarès

### Championnats d'Europe

#### En grand bassin
- Championnats d'Europe 2012 à Debrecen (Hongrie) :
  -  médaille d'argent au titre du relais 4 x 100 m nage libre.
- Championnats d'Europe 2014 à Berlin (Allemagne) :
  -  médaille d'or au titre du relais 4 x 100 m nage libre mixte.
  -  médaille de bronze sur 100 m nage libre.
  -  médaille de bronze au titre du relais 4 x 100 m nage libre.
- Championnats d'Europe 2016 à Londres (Royaume-Uni) :
  -  Médaille d'argent au titre du relais 4 x 100 m nage libre.
  -  Médaille d'argent au titre du relais 4 x 100 m nage libre mixte (ne participe qu'aux séries).

#### En petit bassin
- Championnats d'Europe 2010 à Eindhoven (Pays-Bas) :
  -  médaille d'or sur 4×50 m nage libre .